# 楊錦 (孝感)
楊錦（生年不詳—卒年不詳），湖北孝感人，清朝政治人物。副榜出身。
道光2年（1822年），擔任清朝遵义府婺川縣知縣。后由劉祖憲接任。